# Zwiegespräche mit Gott
Zwiegespräche mit Gott ist eine Buchreihe mit Kurzgeschichten des deutschen Schriftstellers und Lesebühnenautors Ahne, von der seit 2007 vier Bände erschienen sind, jeweils mit Audio-CD, auf denen die Geschichte im Berliner Dialekt zu hören sind. Die Bücher sind im Verlag Voland & Quist erschienen. Bis 2015 waren die Kurzgeschichten darüber hinaus regelmäßig auf Radio Eins zu hören.

## Inhalt
Die Kurzgeschichten handeln von den beiden Gesprächspartnern und guten Freunden Gott und Ahne, die beide in Berlin wohnen. Gott ist Gott und stellt sich selbst als allwissend und nie irrend dar. Mit Ahne führt er viele Gespräche, die von den großen philosophischen Fragen, wie dem Weltfrieden, aber auch von Alltagsproblemen, z. B. lärmenden Nachbarn, handeln. Ahne ist ein von seiner DDR-Vergangenheit geprägter Mann, der zurzeit keine richtige Arbeit hat. Zudem ist Ahne Agnostiker und stellt, so oft er kann, die Göttlichkeit Gottes in Frage, wobei Gott das Argument „Ich bin Gott“ als Rechtfertigung benutzt. Gott will seine Macht nicht für lächerliche Kleinigkeiten missbrauchen, wie etwa Ahne in einen Eiswürfel zu verwandeln. Beide ertappen sich gegenseitig ständig bei ihren Schwächen. Ahnes beliebtestes Thema dabei ist der Zweite Weltkrieg, den Gott, als gerechter Gott, nicht hätte zulassen dürfen. Auf die Frage, wo Gott denn währenddessen war, antwortet Gott, dass er zu diesem Zeitpunkt gerade ein Nickerchen gehalten habe. Gott sieht Ahnes Schwäche darin, dass er sich nicht gegen das Unrecht in der DDR aufgelehnt habe, sondern ein Mitläufer gewesen sei. Weitere grundlegende Themen sind aktuelle politische Probleme wie der Nahostkonflikt sowie die Frage, warum Gott es zugelassen hat, dass die Menschen zu dem geworden sind, was sie jetzt sind.

## Aufbau
Die Zwiegespräche sind in Dialogform verfasst. Zu Beginn begrüßen sich Gott und Ahne mit „Na Gott“, „Na“. Es entwickelt sich ein Gespräch, in dem beide ihren Standpunkt zu dem angesprochenen Thema erklären oder dem anderen einfach bei seiner derzeitigen Problemlage zuhören. Am Ende verabschieden sie sich mit „Tschüss Gott“, „Tschüss du“. Doch bevor sie sich wirklich trennen, hat Ahne immer noch etwas Kurzes anzumerken, worauf Gott aber meist nicht mehr eingeht.

## Rezeption
„In diesen Zwiegesprächen entspinnt sich eine ganz eigene Sicht auf die Welt, vordergründig unterhaltsam, tiefgründig kritisch und provokant hinterfragend.“

„Selbstredend steht die Humor-Tür gähnend weit offen, wenn man sich Gespräche mit dem Allmächtigen ausdenkt. Aber Ahne ist ein pfiffiger und schlauer Autor, der es sich dabei nicht zu einfach macht. Da ist der Running Gag mit dem Nah-Ost-Konflikt, mit dem Gott einfach nicht klarkommt, oder die so verblüffende wie plausible Einsicht, dass Gott mit Religionen nichts am Hut hat, weil er eben Gott ist.“

## Bibliographie
- Zwiegespräche mit Gott. Voland & Quist, Dresden 2007, ISBN 978-3-938424-17-9 (mit Audio-CD).
- Neue Zwiegespräche mit Gott. Voland & Quist, Dresden 2009, ISBN 978-3-938424-41-4 (mit MP3-CD).
- Zwiegespräche mit Gott – Unser täglich Brot. Voland & Quist, Dresden 2011, ISBN 978-3-938424-82-7 (mit Audio-CD).
- Zwiegespräche mit Gott – Das vierte Buch. Voland & Quist, Dresden 2014, ISBN 978-3-86391-063-1 (mit Audio-CD).